# Dolichoderus validus
Dolichoderus validus es una especie de hormiga del género Dolichoderus, subfamilia Dolichoderinae. Fue descrita científicamente por Kempf en 1959.
Se distribuye por Costa Rica, Ecuador, Nicaragua y Panamá. Se ha encontrado a elevaciones de hasta 1070 metros. Vive en microhábitats como la vegetación baja y forrajes.